# Horovce (okres Púchov)
Horovce (Hongaars: Horóc) is een Slowaakse gemeente in de regio Trenčín, en maakt deel uit van het district Púchov.
Horovce telt 842 inwoners.